# إريك أبدول
إريك أبدول (بالهولندية: Eric Abdul)‏ (25 فبراير 1986 بأورنجستاد في أروبا - ) هو لاعب كرة قدم هولندي في مركز حراسة المرمى. لعب مع سبارتا روتردام.